# Mechanika komputerowa
Mechanika komputerowa – pojęcie techniczne, wiążące mechanikę klasyczną i wytrzymałość materiałów z możliwościami obliczeń komputerowych.
Mechanika komputerowa najczęściej wiązana jest z zaawansowanymi pakietami do modelowania przestrzennego konstrukcji mechanicznych takich jak Catia, Unigraphics, INVENTOR, Pro/E oraz komputerową symulacją zachowań konstrukcji w warunkach eksploatacji.
Drugą podstawową gałęzią narzędzi mechaniki komputerowej są programy Computer Aided Engineering (CAE). Do tej grupy należą m.in. ABAQUS, ANSYS, NX Nastran, FEMAP. 
Oprogramowanie to umożliwia modelowanie i symulowanie dowolnych zjawisk fizycznych, zachodzących w układach o zróżnicowanym stopniu złożoności - począwszy od prostych brył, skończywszy na kompletnych zespołach części.
Umożliwia symulację kinematyki lub dynamiki układu, analizę przepływu ciepła i masy, naprężeń i innych cech projektowanego wyrobu.
Programy te, wykorzystując zaawansowaną algorytmikę metody elementów skończonych (MES) lub metody elementów brzegowych (MEB), pozwalają sprawdzać poszczególne elementy lub złożenia komponentów (zespoły lub wyroby) pod względem wytrzymałościowym.
Pozwala to na znaczne przyspieszenie procesu projektowania i przede wszystkim na obniżenie kosztów projektowania.
Aplikacje typu AutoCAD, które zaprojektowane zostały jako "komputerowe deski kreślarskie" w chwili obecnej nie można już zaliczyć do oprogramowania wspomagającego projektowanie.